# 思妙文化传播
广州市思妙文化传播有限公司（简称：思妙动画，相关公司：广州市思妙信息科技有限公司）为伟峰于2002年创建于广东省广州市。思妙动画为中国大陆比较有名的闪客团体之一，此外，思妙动画同时销售漫画、纪念品等。思妙动画所创建的动、漫画人物有：大闹西游、蜗牛仔仔、砖头文、蜡笔X、房房物语等。

## 链接
- 主页（域名已被抢注）
- 思妙动画-腾讯动漫频道 （页面存档备份，存于）